# Miguel Olavide Montes
Miguel Olavide Montes (Pamplona, 5 de marzo de 1996) es un exfutbolista español que jugó como centrocampista en diversos equipos españoles.

## Biografía
Se formó en la cantera de Osasuna, debutó, con dieciocho años, en el primer equipo en Segunda División en el año 2014. Poco después le llamaron de la selección de futbol sub-19. Su mayor logro fue el ascenso a la Liga BBVA al término de la temporada 2015-16. Tras jugar con Osasuna en las temporadas 2015-16 y 2016-17 fue cedido al Sevilla Atlético, de Segunda División, donde jugó veinticinco partidos. De regreso a Pamplona jugó de nuevo en Osasuna en 2018, y al año siguiente finalizó contrato, celebrando su segundo ascenso.
En 2020 jugó en el Hércules Club de Fútbol de la Segunda División B y en el Club Deportivo El Ejido 2012 (El Ejido, Almería) donde jugó hasta mayo de 2021.
Concluidos sus estudios de Administración y Dirección de Empresas en la Facultad de CC. Económicas y Empresariales de la Universidad de Navarra, trabaja como asesor financiero de Mapfre.

## Clubes
| Club                      | País   | Categoría | Año       | Partidos | Goles |
| ------------------------- | ------ | --------- | --------- | -------- | ----- |
| Osasuna B                 | España | 3.ª       | 2013-2015 | 46       | 3     |
| Osasuna                   | España | 2.ª y 1.ª | 2015-2019 | 71       | 2     |
| Sevilla Atlético (cesión) | España | 2.ª       | 2017-2018 | 25       | 0     |
| Hércules C.F.             | España | 2.ªB      | 2020-2020 | 1        | 0     |

Debut en 1ª División: 22 de septiembre de 2016, C.A. Osasuna 1-2 R. C. D. Espanyol
| Temporadas 1.ª | Partidos 1.ª | Goles 1.ª | Partidos en Copa | Goles en Copa | Internacional |
| -------------- | ------------ | --------- | ---------------- | ------------- | ------------- |
| 1              | 14           | 1         | 4                | 1             | Ninguna       |